# Ай-Лига
Ай-Лига (на английски: I-League) е клубен турнир по футбол, който води началото си от 2007 година, в който се излъчва шампиона на Индия.
„Ай-Лигата“ (I е първата буква на India, по подобие а „Джей Лигата“ в Япония, където J КАТО Japan).

## История
Основана през 2007 година. Тя наследява Hационалната футболна лига съществувала в периода 1996-2007 г. Понастоящем първенството носи логото и името на основния си спонсор – „Хироу“ (Героичната) Ай-Лига. Коцернът Hero Motocorp, преди известен като Hero Honda, е местен производител на мотоциклети и скутери, базиран в столицата Делхи.
„Ай-Лигата“ се състои от 10 отбора, като последите два изпадат във „Втора дивизия“. Изключение през изминалия сезон 2017/18 прави отборът на „Индиън Ароус“. „Стрелите“ завършват на последно място в класирането. Това обаче е клуб, управлявян директно от Футболната асоциация на Индия. Hеговата цел е да развива млади таланти в страната и представя младежките формации на националния състав в различни възрастови групи. „Индиън Ароус“ запазва мястото си в елита, а изпада само предпоследният „Чърчил Брадърс“. Отбори от Ай-лигата и комерсиалната „Суперлига“ се впускат заедно в надпреварата за Суперкупата на Индия, като форматът и е на елиминационен прицип .
| Сезон   | Шампион         |
| ------- | --------------- |
| 2007–08 | Демпо           |
| 2008–09 | Чърчил Брадърс  |
| 2009–10 | Демпо           |
| 2010–11 | Салгаокар       |
| 2011–12 | Демпо           |
| 2012–13 | Чърчил Брадърс  |
| 2013–14 | Бенгалуру       |
| 2014–15 | Мохун Баган     |
| 2015–16 | Бенгалуру       |
| 2016–17 | Аиджал          |
| 2017–18 | Минерва Пенджаб |

## Шампиони (2007 – 2018)
| Клуб            | Град            | Титли | Сезони                      |
| --------------- | --------------- | ----- | --------------------------- |
| Демпо           | (Панаджи)       | 3     | 2007–08, 2009-10, 2011-2012 |
| Чърчил Брадърс  | (Маргао)        | 2     | 2008–09, 2012-13            |
| Бенгалуру       | (Бангалор)      | 2     | 2013-2014, 2015-2016        |
| Салгаокар       | (Васко да Гама) | 1     | 2010-11                     |
| Мохун Баган     | (Калкута)       | 1     | 2014-2015                   |
| Аиджал          | (Аиджал)        | 1     | 2016-17                     |
| Минерва Пенджаб | (Чандигарх)     | 1     | 2017-18                     |